# Saba Inaneiszwili
Saba Inaneiszwili (gruz. საბა ინანეიშვილი; ur. 18 czerwca 2001) – gruziński judoka.
Złoty medalista mistrzostw świata w drużynie w 2025 i brązowy w 2024. Wygrał mistrzostwa Europy w 2021 w drużynie. Drugi na  Uniwersjadzie w 2025. Mistrz świata juniorów w 2021 roku.